# Michael Rymer
Michael Rymer est un réalisateur et scénariste australien, né en 1963 en Australie.

## Filmographie

### comme réalisateur
- 1995 : Angel Baby
- 1997 : Allie & Me
- 1999 : Gangsta Cop (In Too Deep)
- 2001 : Perfume
- 2002 : La Reine des damnés (Queen of the Damned)
- 2003 : Battlestar Galactica (série télévisée)
- 2006 : A House Divided (TV)

### comme scénariste
- 1990 : Dead Sleep
- 1995 : Angel Baby
- 2001 : Perfume